# Peritonite terziaria
La peritonite terziaria (detta anche peritonite ricorrente) è un'infiammazione del peritoneo che persiste oltre le 48 ore dopo un intervento chirurgico eseguito con successo e in adeguate condizioni chirurgiche.
La peritonite terziaria è di solito la più grave conseguenza di un'infezione intra-addominale nosocomiale. I pazienti che ne soffrono vengono generalmente ricoverati in terapia intensiva, a causa della natura spesso fatale della malattia, che può portare a insufficienza multiorgano anche in caso di trattamento, e ha un tasso di mortalità del 60%. Segni e sintomi di peritonite terziaria includono febbre, ipotensione e dolore addominale. La diagnosi è spesso difficile e si deve intervenire il prima possibile.

## Segni e sintomi
La peritonite terziaria si manifesta spesso in maniera acuta e tra le sue caratteristiche cliniche si annoverano:
- febbre
- tachicardia
- tachipnea
- ipotensione
- dolore addominale
- confusione
- distensione addominale
- nausea e vomito[5]

## Cause
Le cause della peritonite terziaria includono:
- peritonite postoperatoria
- pancreatite
- necrosi dell'intestino
- ulcera perforata
- diverticolite
- appendicite[6]

I batteri della microflora che causano l'infezione sono di solito microrganismi a bassa virulenza intrinseca, come enterococchi, candida, stafilococchi della cute ed enterobatteri. Si osserva una diversa composizione della popolazione batterica nei casi di peritonite secondaria rispetto a quella terziaria, ovvero un fenomeno di disbiosi (si riduce il numero di batteri "buoni" e/o aumenta il numero di quelli patogeni, quindi si altera il normale equilibrio microbico). Questo è dovuto alla farmacoresistenza di alcuni organismi che rende molto difficile il trattamento, e perciò la prognosi è spesso infausta. La composizione batterica dell'infezione dipende normalmente dal punto da dove origina la peritonite terziaria.

### Fattori di rischio
- età: >70
- punteggio APACHE >20
- paziente immunodepresso
- malattie croniche
- sesso femminile
- pregressa peritonite
- insufficienza di un organo misurata dal punteggio di Goris
- infezioni fungine
- malnutrizione
- microrganismi resistenti alla terapia antimicrobica
- operazioni chirurgiche consecutive[9][10]

## Diagnosi
È difficile diagnosticare la peritonite terziaria, in quanto è difficile distinguere tra secondaria e terziaria e di solito esiste un continuum tra le due. Stabilire il punto in cui una peritonite secondaria diventa terziaria può risultare complicato e quindi spesso quest'ultima non viene diagnosticata.
La diagnosi deve essere tempestiva e preferibilmente precedente ad una laparotomia, per ridurre il rischio di complicanze, migliorando l'esito della patologia. La diagnosi di peritonite terziaria è in primo luogo supportata da segni clinici quali febbre e ipotensione. In chirurgia, viene diagnosticata da una seconda operazione, laparotomia d'urgenza o re-laparotomia. Nella peritonite terziaria, non vi è alcun difetto anatomico nel rivestimento del peritoneo e quindi una laparotomia pianificata o di emergenza dopo il trattamento iniziale è il modo più comune in cui viene diagnosticata.
Al momento, non ci sono parametri o sistemi di valutazione di comprovata efficacia che possano aiutare e guidare la diagnosi di peritonite, ma si ritiene che tre parametri possano essere utili in tal senso: l'Indice di Peritonite di Mannheim, il SAPS II (Simplified Acute Physiology Score II) (punteggio semplificato di fisiologia acuta) e il test della proteina C-reattiva. Solo se eseguiti precocemente, questi parametri possono aiutare a identificare pazienti che potrebbero sviluppare una peritonite terziaria. È importante notare che questi parametri non sono valutazioni definitive della peritonite terziaria e hanno un valore clinico limitato.

### Definizione
La peritonite terziaria può essere definita come la persistenza o la ricorrenza di un'infezione intra-addominale con insufficienza multiorgano e una risposta infiammatoria sistemica, nonostante un adeguato trattamento di una peritonite primaria e secondaria. Inoltre, deve persistere oltre le 48 ore dalla riuscita di un intervento e dopo adeguata pulizia chirurgica per eliminare un focolaio di infezione e contaminazione da microbi. Ciò si ottiene mediante il drenaggio dell'area, la rimozione del tessuto infetto e le misure per ripristinare la funzionalità dell'area. La peritonite terziaria è una frequente complicanza di un'infezione nosocomiale intra-addominale in quei pazienti che sono stati ricoverati in unità di terapia intensiva.
La peritonite terziaria differisce dalla secondaria a causa della differenza nella flora microbica e la mancata risposta al trattamento chirurgico e agli antibiotici.

## Trattamento
Il trattamento della peritonite terziaria deve iniziare immediatamente dopo la diagnosi. La mortalità dipende dalla gravità della malattia, che di solito è valutata tramite il punteggio APACHE II/III, e dal rischio di un'insufficienza multiorgano. Il tasso di mortalità può raggiungere il 60%. Ciò evidenzia la gravità e la natura fatale della malattia.
Il trattamento dev'essere tempestivo e dovrebbe essere fornita una fleboclisi. Il trattamento include anche la rianimazione, il controllo delle vie aeree, della respirazione e della circolazione del paziente e la gestione dell'insufficienza multiorgano.
Il trattamento dovrebbe prevedere anche una terapia antibiotica ad ampio spettro (spesso in combinazione con trattamento antimicotico). Il trattamento è difficile in quanto i batteri che causano la peritonite sono spesso resistenti al trattamento antibiotico. A seconda della gravità dell'infezione, la durata del trattamento può variare da 48 ore fino a 14 giorni.
Inoltre, il trattamento include un intervento chirurgico per controllare la fonte dell'infezione e ridurre la carica batterica. Gli interventi chirurgici possono includere il drenaggio di fluidi e ascessi, la rimozione del tessuto necrotico e misure per prevenire ulteriori infezioni. Inoltre, il trattamento deve mirare anche a ripristinare le funzioni immunologiche dopo lo squilibrio.
Una diagnosi tempestiva e un intervento efficace sono essenziali per un esito positivo e per evitare una prognosi infausta.